# پارابیتا
پارابیتا (به ایتالیایی: Parabita) یک کومونه در ایتالیا است که در استان لچه واقع شده‌است.

## خصوصیات
پارابیتا ۲۰ کیلومترمربع مساحت و ۹٬۴۷۷ نفر جمعیت دارد و ۸۰ متر بالاتر از سطح دریا واقع شده‌است.